# GENEON Presents 週刊アニメプレス
GENEON Presents 週刊アニメプレス（ジェネオン プレゼンツ しゅうかんアニメプレス）は、文化放送・BSフジのBSデジタルラジオ局BSQR489で放送されていた静止画付きのラジオ番組。

## 概要
『GENEON Presents 週刊アニメプレス』は番組表での表記で、番組ロゴマークの表記は『GENEON presents 週刊ANIME PRESS』、画面上の宛先表記は『ジェネオンプレゼンツ 週刊アニメプレス』。
2004年（平成16年）4月放送開始。9月にいったん終了したのち、2005年（平成17年）1月に『GENEON Presents 週刊アニメプレス 〜スターシップチャンネル〜』として再開。4月に『GENEON Presents 週刊アニメプレス 〜これが今夜の御主人様〜』にリニューアルし、9月放送終了。
毎週木曜日放送の1時間番組。
主に、ジェネオンエンタテインメントの商品（テレビアニメ作品が主だがアニメに限らなかった）のプロモーションをした。

## 週刊アニメプレス（サブタイトルなし）
- 期間：2004年（平成16年）4月から9月、全26回
- 日時：木曜日22:00〜23:00
- パーソナリティ：清水愛（アカリ役）・高田由美（ジェニファー・ポートマン役）
- 関連作品：この醜くも美しい世界
- ノベルティ：清水愛、高田由美のサイン入り「この醜くも美しい世界」ジッパーファイル

## スターシップチャンネル
- 期間：2005年（平成17年）1月13日から3月31日、全12回
- 日時：木曜日22:30〜23:30
- パーソナリティ：生天目仁美（ディータ・ミルコフ役）・伊藤静（香月シノン役）
- 関連作品：スターシップ・オペレーターズ

## これが今夜の御主人様
- 期間：2005年（平成17年）4月7日から9月29日、全26回
- 日時：木曜日22:00〜23:00
- パーソナリティ：清水愛（沢渡みつき役）・植田佳奈（倉内安奈役）
- 関連作品：これが私の御主人様
- ノベルティ：清水愛、植田佳奈のサイン入り「これが今夜の御主人様」ノート

### 苺ましまろ情報局
- 週間アニメプレス内の内包番組。
- 期間：2005年（平成17年）7月28日から9月29日、全10回。
- 時刻：不定（番組開始30分ごろからが多かった）。時間は約15分。
- パーソナリティ：生天目仁美（伊藤伸恵役）
- 関連作品：苺ましまろ

## ネット版週刊アニメプレス
- 週刊アニメプレスの公式サイトで公開。
- 毎週火曜日更新。

## ゲスト

### これが今夜の御主人様
- 2005年5月5日（第5回） 奥井雅美
- 2005年5月12日（第6回） おかゆまさき
- 2005年5月19日（第7回） 福山芳樹
- 2005年5月26日（第8回） 生天目仁美
- 2005年6月9日（第10回） まゆ
- 2005年6月16日（第11回） KOTOKO
- 2005年7月21日（第16回） 浅野真澄、近江知永
- 2005年8月4日（第18回） まっつー、椿あす （『これが私のご主人様』原作者）
- 2005年8月11日（第19回） まっつー
- 2005年9月1日（第22回） 佐伯昭志 （『これが私のご主人様』監督）
- 2005年9月8日（第23回） 佐伯昭志
- 2005年9月15日（第24回） 田岡美樹
- 2005年9月22日（第25回） マリエルのぞみ、KOTOKO
- 2005年9月29日（第26回） 佐伯昭志

### 苺ましまろ情報局
- 2005年8月11日・8月18日（第3・4回） 千葉紗子
- 2005年8月25日・9月1日（第5・6回） 能登麻美子
- 2005年9月8日・9月15日（第7・8回） 折笠富美子
- 2005年9月22日・9月29日（第9・10回） 川澄綾子

## コーナー
GENEONカウントダウン
GENEON関連のニュースや商品紹介。CDをリリースする歌手がゲスト出演することもあった。パイオニアLDC時代のBSQRの番組『ラジオ・パイオニア ～まほろDE放送局～』のコーナーを引き継いだもの。週刊アニメプレス終了後は、GENEONの偽まると現ShowgateのUPLIFTが出演する、『中原小麦のまじかるナースステーション乙乙１ヶ月限定すぺしゃる!』（2006年（平成18年）9月）、『偽・うpのギョーカイ時事放談』（2007年（平成19年）5月から6月）、『偽・うpのギョーカイ時事放談 SUPER!』（2007年（平成19年）10月〜）で復活している。